# クラーク・エーベル

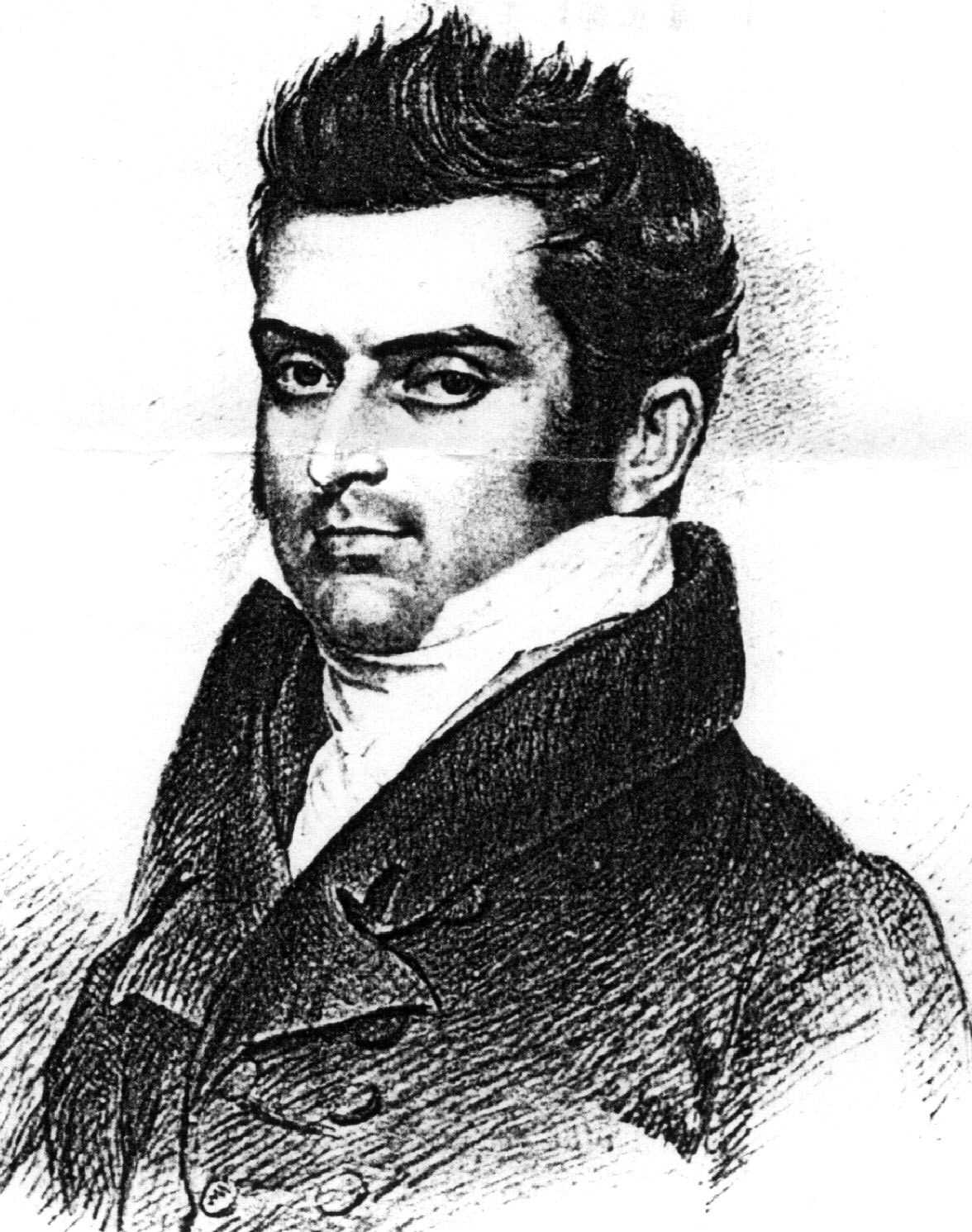
Clarke Abel

クラーク・エーベル（Clarke Abel、1789年9月5日 – 1826年11月24日）はイギリスの医師、博物学者である。イギリス外交団の医師として中国を訪れ、中国の植物を採集し、動物の情報をもたらした。

## 略歴
1816年から17年に、中国との国交を結ぶ目的で派遣された初代アマースト伯爵ウィリアム・アマーストの外交団に、ジョゼフ・バンクスの推薦で、主任医師、博物学者として参加し、北京を訪れた。中国に滞在する間に植物標本や種子を集め、その中には、バンクスの部下のロバート・ブラウンによってエーベルの名前がつけられたスイカズラ科、ツクバネウツギ属のAbelia chinensis（和名、タイワンツクバネウツギ）がある。エーベルがイギリスに送ろうとした標本は、船の難破や海賊の襲撃によって失われたが、標本の一部は広東に滞在していアーマス伯爵の外交団の事務長、ジョージ・レオナード・スタントン（Sir George Staunton）に残した標本が後にエーベルに返された。 Abelia chinensisの苗はロバート・フォーチュンによって1844年にヨーロッパへ運ばれた。1818年に旅行記『中国内部への旅と航海に関する談話』（"Narrative of a Journey into the interior of China, and of a voyage to and from this country"）を発表した。1819年に王立協会のフェローに選ばれ 、王立地理学会の会員でもあった。アマースト伯爵がインドの総督になった時にも主任医師を務め、カーンプルで37歳で没した。 
スマトラ島にオランウータンの生息することを初めて報じたヨーロッパ人でスマトラオランウータンの学名、Pongo abelii Lessonに献名されている. 。